# Flávia Moretti
Flávia Petersen Moretti de Araujo, mais conhecida como Flávia Moretti (Ribeirão Preto, 8 de agosto de 1974) é uma advogada, empresária e política brasileira filiada ao Partido Liberal. Atual prefeita de Várzea Grande, presidiu a seccional da Ordem dos Advogados do Brasil do município entre os anos de 2012 a 2017 e também foi Secretária de Desenvolvimento Urbano na administração do então prefeito Tião da Zaeli.

## Biografia
Nascida em Ribeirão Preto no estado de São Paulo em 1974, Flávia Petersen Moretti em 1985 muda-se com sua família para Mato Grosso. Em Cuiabá, chegou a dar aulas de ballet e frequentou o Colégio Coração de Jesus, antes de ingressar o magistério em Pedagogia. Retornou a sua cidade natal para ingressar no curso de Direito, voltando para Cuiabá em 1999 onde concluiu o curso na Universidade de Cuiabá.
Em 2002, se muda para Várzea Grande tendo atuado como assessora da Câmara Municipal da cidade e iniciou na Ordem dos Advogados do Brasil do município.
Em 2012, é convidada pelo então prefeito Tião da Zaeli a Secretaria de Habitação e Desenvolvimento Urbano de Várzea Grande e nesse mesmo ano assume a presidência da subseção Ordem dos Advogados do Brasil do município. Em 2013 funda a La Ville Consultoria de Projetos de Arquitetura Urbanismo e Ambiental e Representações Comerciais, empresa com atuação nas áreas de licenciamento de obras e empreendimentos.
Em 2017, assume seu segundo mandato na OAB, com decisão da 7º turma do Tribunal Regional Federal da 1º região por considerar legitimo sua eleição no ano. Por unanimidade, o Tribunal manteve a decisão em primeira instancia que suspendia os efeitos do parecer emitido pela Comissão Eleitoral da Ordem dos Advogados do Brasil.
Em 2021, Flávia Moretti pleiteou uma candidatura a presidência da Ordem dos Advogados do Brasil em Mato Grosso, porém desistiu e declarou apoio ao advogado Pedro Paulo Peixoto.
No ano de 2023, em reunião ocorrida em Brasília com ex-presidente Jair Bolsonaro, a ex-primeira dama Michelle Bolsonaro e o presidente nacional do Partido Liberal Valdemar Costa Neto, Flávia Moretti aceita o convite para pré-candidatura a prefeitura de Várzea Grande. Em 9 de agosto de 2024, o PL protocola sua candidatura a prefeitura de Várzea Grande, tendo como vice-prefeito o ex-prefeito Tião da Zaeli. Na ocasião, foi apresentado o "Plano de Governo Sistêmico Interdisciplinar" em áreas como Saúde, Segurança, Família e Desenvolvimento Econômico . No dia 6 de outubro Flávia foi eleita prefeita de Várzea Grande com 68 760 votos (50,54 %), contra o prefeito Kalil Baracat (MDB) com 61 005 votos 44,84%, Leiliane Borges com 5 646 votos 4,15% (PT) e Milton Dantas do PSOL com 648 obteve 0,48% dos votos, votaram em branco 3,85% e nulo 4,09% e não votaram 22,57% .

## Experiência política

### Secretaria Municipal de Habitação e Desenvolvimento Urbano
Em março de 2012, Flávia Moretti assumiu a Secretaria de Habitação e desenvolvimento Urbano de Várzea Grande, na gestão do então prefeito Tião da Zaeli. Em sua passagem pela pasta, destravou as obras do primeiro shopping center  e das obras da copa do mundo no ano 2014 no município.  Foi exonerada em outubro do mesmo ano, sendo substituída por Oscar Travassos.

### Prefeita de Várzea Grande
Em 1º de janeiro de 2025, em cerimônia realizada no Ginásio Júlio Domingos de Campos popular Fiotão no centro da cidade, Flávia Moretti toma posse prefeita de Várzea Grande, na solenidade foi também empossado seu vice o ex-prefeito Tião da Zaeli. Na ocasião, foram também empossados os 23 vereadores e também a eleição da mesa diretora da Câmara Municipal. A solenidadde foi marcada por músicas religiosas e discursos com forte apelo à fé e à família. Flávia recebeu um buquê de flores e uma imagem de Nossa Senhora da Guia ao chegar e presença de importantes nomes da direita regional como do senador Wellington Fagundes, da deputada Coronel Fernanda e dos deputados Coronel Assis e  Gisela Simona do União Brasil, além do presidente do PL em Mato Grosso, Ananias Filho, Flávia também expressou gratidão aos deputados Eduardo Bolsonaro e Nikolas Ferreira, com quem apareceu em imagens de campanha.
Entre as ações em seus primeiros 100 dias de mandato estão: Implantação do programa Fila Zero na saúde pública, criação de 788 novas vagas na rede pública de ensino, concessão de adicional de periculosidade de 30% à Guarda Municipal, e lançamento do programa "Acelera VG" para serviços municipais nos bairros. Também houve contratação da Fundação Instituto de Pesquisas Econômicas (FIPE) para realizar um diagnóstico financeiro, patrimonial e estrutural do Departamento de Água e Esgoto, para resolver a frequente falta de abastecimento de água na cidade por meio da concessão do orgão.

## Outras atividades
Flávia Moretti é presidente do PL Mulher em Várzea Grande, membro da BPW (Business Professional Women), do Instituto dos Advogados Mato-grossenses (IAMAT) e da Associação Brasileira de Advogados (ABA). Também foi presidente da subsecção de Várzea Grande da OAB.

#### Desempenho eleitoral
| Ano  | Cargo                     | Partido | Votos  | Resultado | Ref.   |
| ---- | ------------------------- | ------- | ------ | --------- | ------ |
| 2024 | Perfeita de Várzea Grande | PL      | 68.760 | Eleita    | [ 21 ] |